# 대원사 (출판사)

도서출판 대원사는 1988년 3월 22일에 창립된 대한민국의 출판사이다. 한국의 문화와 생활 흔적들이 더 훼손되기 전에 책 편찬을 통해서 기록을 하며, 이를 통해 우리 문화를 세계에 알리는 초석이 되고 동, 서양 문화 이해에 길잡이 역할을 하자는 뜻에 장상문이 설립하였다. 주로 한국의 문화를 비롯해 예술, 고고학, 미술사학, 인류학, 역사 등의 서적과 아동 서적의 출판에 중점을 두고 있다. 소재지는 서울특별시 강남구 일원동이다.
우리의 전통문화를 소개하는 <빛깔있는 책들 시리즈>와 한국의 순수 창작 동화를 담은 <권하는 책들 시리즈>, 인문학과 고고학 등을 주요 주제로 하는 <동서문화총서> 그리고 각종 단행본을 발행하고 있다.

## <빛깔있는 책들> 시리즈 개요
빛깔있는 책들 시리즈는 주로 한국의 전통 문화에 초점을 맞췄고, 책의 절반 가량이 그림, 사진으로 되어있다. 각 책의 주제를 민속, 고미술, 불교미술, 음식일반, 건강식품, 즐거운생활, 건강생활, 한국의 자연, 미술일반 등으로 분류하여 출판하고 있다. 2017년까지 282종의 책이 간행되었다.

## <빛깔있는 책들> 시리즈 연혁
- 1989년 5월에 500종을 목표로 빛깔있는 책들을 발간하기 시작했다.
- 1991년 빛깔있는 책들이 100종 발간되었다.
- 1998년 빛깔있는 책들이 200종 발간되었다.
- 2000년 빛깔있는 책들이 233종 발간되었다.
- 2002년 빛깔있는 책들이 248종 발간되었다.
- 2003년 빛깔있는 책들이 271종 발간되었다.
- 2017년 현재까지 빛깔있는 책들은 총 282종이 발간되었다.

## <빛깔있는 책들> 시리즈 수상 및 추천도서 선정
- 1989년 빛깔있는 책들 중에서 23번째로 간행된 『고인쇄』가 "문화체육부 추천도서"에 선정되었다.
- 1990년 빛깔있는 책들이 문화발전에 기여한 공로를 인정받아 문화부장관(이어령)으로부터 감사패를 받았다. "제1회 불교출판상 디자인 부분"에서 수상했다. 12번째로 간행된 『한국의 춤』이 "문화체육부 추천도서"에 선정되었다.
- 1991년 빛깔있는 책들이 "한국출판문화상 문고 부문"에서 수상했다. 빛깔있는 책들 중에서 55번째로 간행된 『불교 목공예』, 98번째로 간행된 『한국의 철새』는 "문화체육부 추천도서"에 선정되었다.
- 1992년 빛깔있는 책들 중에서 111번째로 간행된 『풀문화』는 "문화체육부 추천도서"에 선정되었다.
- 1993년 제13회 한국출판학회상 "기획-편집부문"에서 수상했다. 또한, 빛깔있는 책들 중에서 126번째로 간행된 『한국의 호수』는 환경처장관으로부터 "우수 환경도서상"을 수상했다. 182번째로 간행된 『독도』는 "서울시교육청 권장도서"에 선정되었다.
- 1994년 빛깔있는 책들 중에서 32번째로 간행된 『창덕궁』, 34번째로 간행된 『종묘와 사직』, 35번째로 간행된 『비원』, 99번째로 간행된 『한강』, 102번째로 간행된 『창경궁』, 107번째로 간행된 『한국의 궁궐』, 108번째로 간행된 『덕수궁(경운궁)』, 141번째로 간행된 『북한산』, 152번째로 간행된 『북한산성』이 "서울 600년 기념 문화상품전"에서 대상을 수상했다.
- 1995년 빛깔있는 책들 중에서 157번째로 간행된 『운주사』는 "문화체육부 추천도서"에 선정되었다.
- 1996년 "제 15회 세종문화상 대통령상"을 수상했다. 또한, 182번째로 간행된 『독도』는 "서울시교육청 권장도서"에 선정되었다.
- 1997년 빛깔있는 책들 중에서 176번째로 간행된 『전통과학건축』, 197번째로 간행된 『화석』이 "한국과학문화재단 추천도서"로 선정되었다.
- 1998년 빛깔있는 책들 중에서 200번째로 간행된 『고려청자』가 중앙일보사 "98 좋은책 100선 선정"에 선정되었다.
- 1999년 "서울 문화상품전 우수문화상품"에서 수상했다.
- 2000년 "한국백상출판문화상 문고부문"에서 수상했다. 또한, 빛깔있는 책들 중에서 234번째로 간행된 『대나무』가 "과학기술부 우수과학도서"로 선정되었다.
- 2003년 빛깔있는 책들 중에서 252번째로 간행된 『신문』이 "한국간행물윤리위원회 읽을 만한 책"에 선정되었다.
- 2008년 빛깔있는 책들 중에서 270번째로 간행된 『한국의 벽사부적』이 "문화체육관광부 우수교양도서"로 선정되었다.

## <단행본> 수상 및 추천도서 선정
- 1999년 『우리 옛 건축과 서양 건축의 만남』이 "서울시교육청 권장도서"로 선정되었다.
- 2000년 『겸재를 따라가는 금강산 여행』이 "한국백상출판문화상 예술부문"에서 수상,『우리 옛 건축과 서양 건축의 만남』이 "문화관광부 추천도서"로 선정되었다.
- 2000년 『한옥의 향기』, 『용(龍) 불멸의 신화』가 "2000 서울문화상품전 우수문화상품"에서 수상했다.
- 2001년 『한국의 문과 창호』가 "한국간행물윤리위원회 8월의 읽을 만한 책"에 선정되었다. 또한,『조선시대 그림속의 서양화법』, 『한국의 문화 창호』가 "문화관광부 우수학술도서"에 선정되었다.
- 2002년 『처용이 있는 풍경』이 "한국간행물윤리위원회 청소년 권장도서"에 선정되었다.
- 2003년 『식물의 살아남기』, 『신나는 늪탐험』이 "우수환경도서상"을 수상했다.
- 2005년 『자수문양』, 『목가구』가 "한국의 아름다운 책"으로 선정되었다.
- 2011년 『한권으로 만나는 고구려 답사길잡이』가 "아침독서 추천 도서"에 선정되었다.
- 2012년 『옛길 문경새재』, 안톤 잠수하다』가 "문화체육관광부 우수교양도서"에 선정되었다.
- 2013년 『한국 전통 건축장식의 비밀』이 "문화체육관광부 우수교양도서"에 선정,『우리 땅 우리 생물』, 『안톤, 잠수하다』가 "어린이동아 착한 어린이책에 선정"되었다.
- 2014년  『1623년의 북경 외교』가 "2014 우수출판콘텐츠"에 선정되었다. 또한,『스토리텔링 도록 - 길 위의 역사 고개의 문화 옛길박물관』이  "세종도서 교양부문(구 문화부 우수 교양도서)"에 선정되었다.
- 2015년 『한·중 언어문화론』이 "2015 대한민국학술원 우수학술도서"에 선정되었다.
- 2019년 『1000일의 창 음식이력서』가 "2019 세종도서 교양부문"에 선정되었다.
- 2020년 『대한민국 임시 정부 초대 국무령 이상룡』이 "2020 우수출판콘텐츠 선정작"에 선정되었다.
- 2021년 『한국의 부적』이 "대한민국학술원 우수학술도서"에 선정, 『대한민국 임시 정부 초대 국무령 이상룡』이 "2021 행복한 아침독서"에 선정되었다.